# Gemengd bos

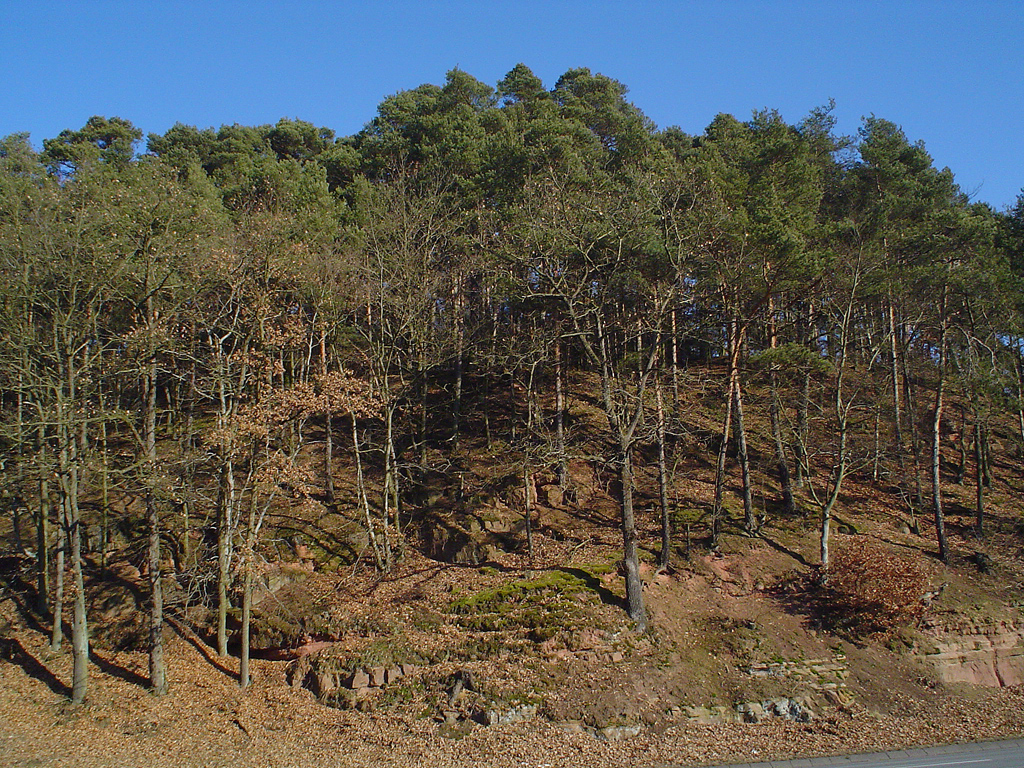
Gemengd bos met beuken en dennen op de Marburger Lahnbergen

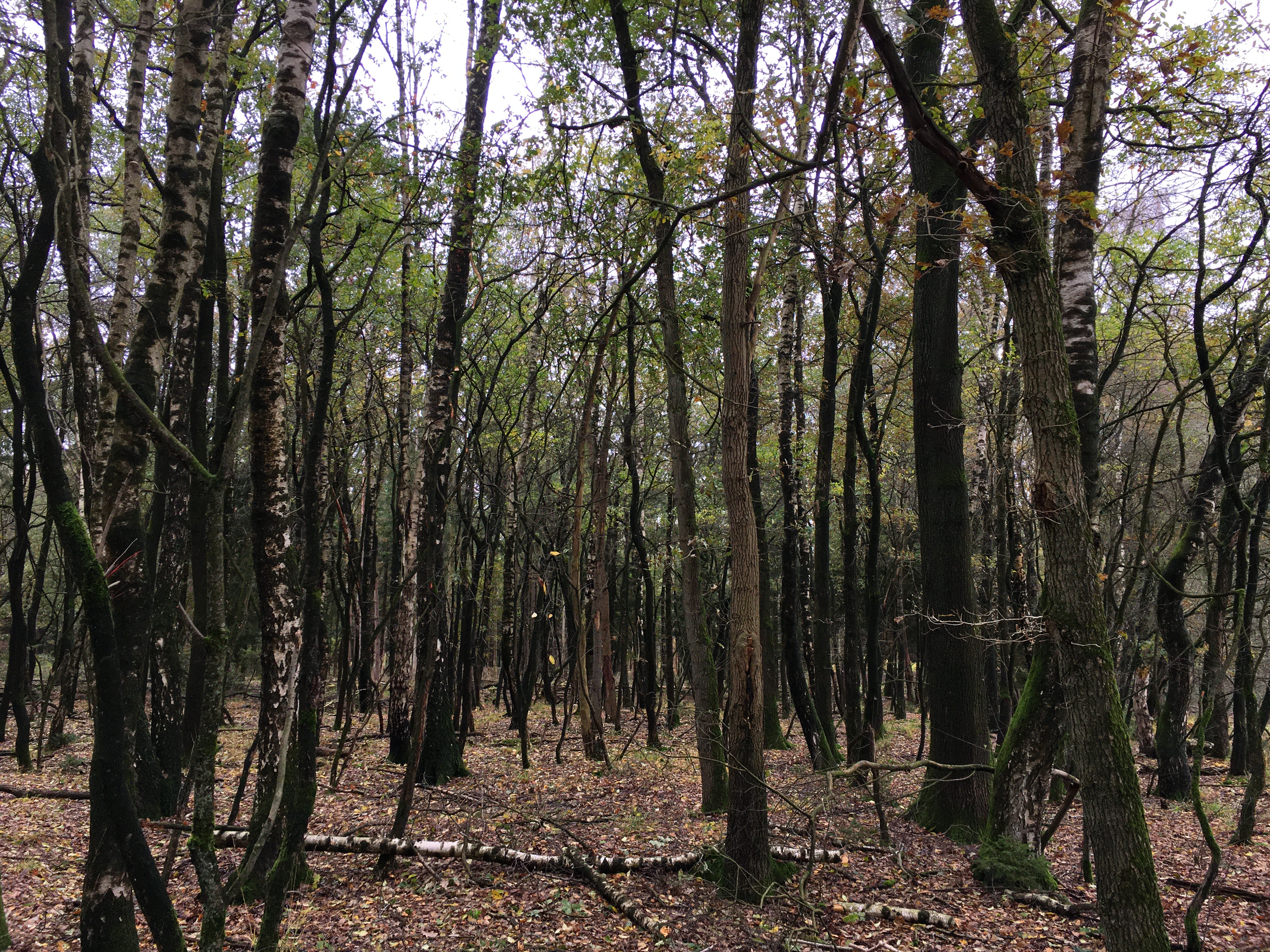
Gemengd bos met berken en eiken op de veluwe

Met gemengd bos wordt een bos aangeduid waarin minstens twee boomsoorten samen voorkomen. Een van de boomsoorten moet met meer dan 5% voorkomen, wil men van een gemengd bos kunnen spreken.
Gemengde bossen zijn beter bestand tegen bijvoorbeeld droogte en ziekte omdat als één boomsoort uitvalt je nog andere bomen hebt die daar mogelijk beter tegen bestand zijn. Daarbij is de biodiversiteit vaak hoger omdat bomen vaak soortgebonden insecten en schimmels hebben.
In de vegetatiekunde wordt het begrip gemengd bos niet gebruikt, maar worden bossen aangeduid met vegetatietypen.
Het begrip gemengd bos wordt gebruikt ter onderscheiding van monocultuur met één boomsoort. Vaak wordt een monocultuur voor houtproductie omgevormd tot gemengd bos.

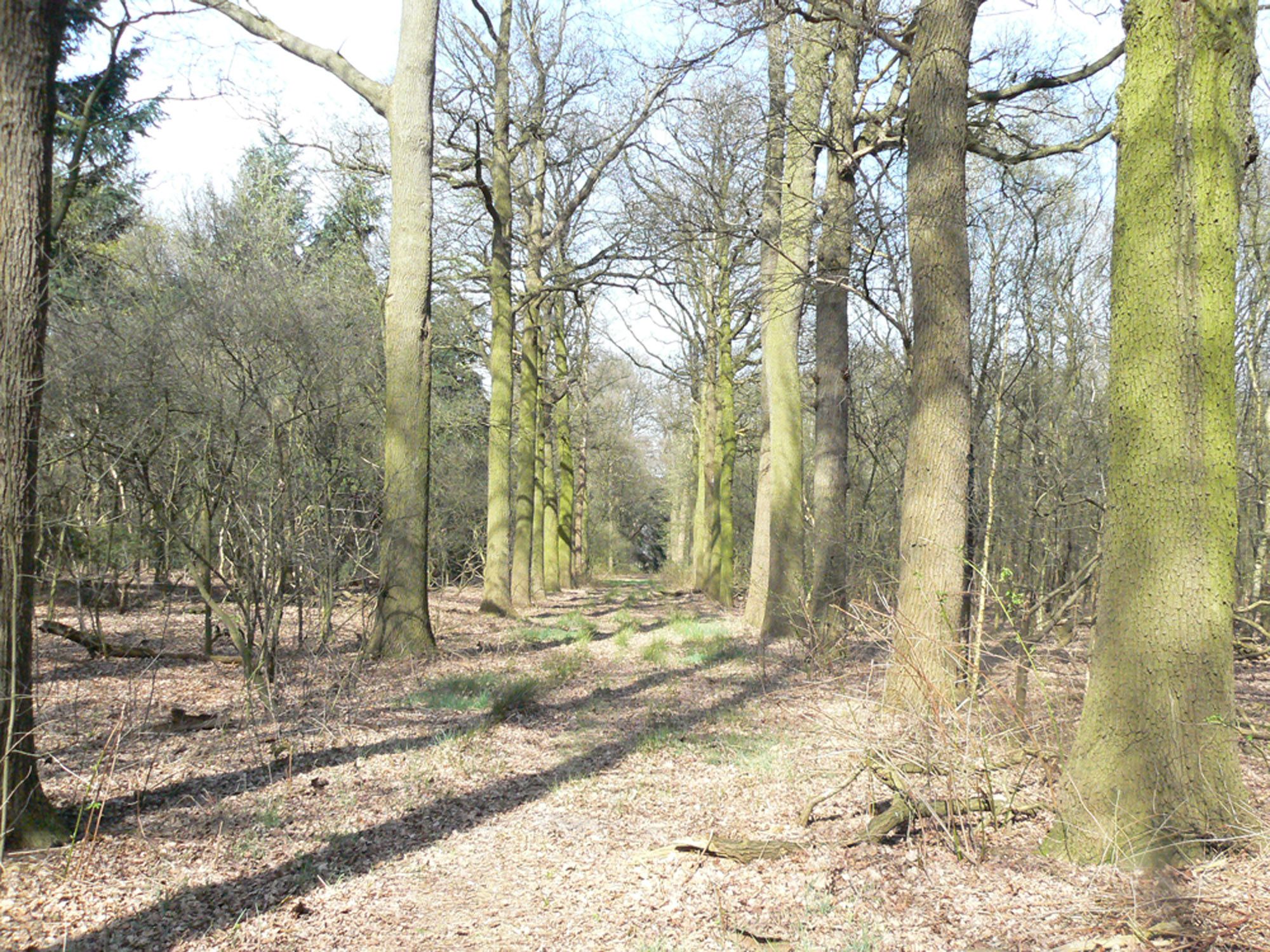
Het domein Luysterborg heeft een gemengd bos